# قرين جسم مضاد-دواء

مخطط يوضح تركيب قرين جسم مضاد-دواء

تعد قرائن الأجسام المضادة والأدوية (بالإنجليزية: Antibody–drug conjugates أو ADCs)‏ فئة من الأدوية الصيدلانية الحيوية المصممة علاجا موجها لعلاج السرطان. على عكس العلاج الكيميائي، تهدف قرائن الأجسام المضادة والأدوية إلى استهداف الخلايا السرطانية وقتلها مع الحفاظ على الخلايا السليمة. حتى عام 2019، كانت هناك حوالي 56 شركة أدوية تقوم بتطوير الأدوية مكونة من قرائن الأجسام المضادة والأدوية.
إن قرائن الأجسام المضادة والأدوية عبارة عن جزيئات معقدة تتكون من جسم مضاد مرتبط بحمولة أو عقار نشط بيولوجيًا سام للخلايا (مضاد للسرطان). تعتبر قرائن الأجسام المضادة والأدوية مثالاً على القرائن الحيوية والقرائن المناعية.
تجمع قرائن الأجسام المضادة والأدوية بين خصائص الاستهداف للأجسام المضادة وحيدة النسيلة وقدرات الأدوية الكيمياوية السامة للخلايا على قتل السرطان، والمصممة للتمييز بين الأنسجة السليمة والمريضة.